# David Tomlinson
David Cecil MacAlister Tomlinson (* 7. Mai 1917 in Henley-on-Thames, Oxfordshire; † 24. Juni 2000 in Mursley, Buckinghamshire) war ein britischer Film- und Theaterschauspieler.

## Karriere
David Tomlinson begann seine Schauspielkarriere 1935 am Theater. Fünf Jahre später arbeitete er auch als Filmschauspieler. Mit Beginn des Zweiten Weltkriegs musste er seine Karriere unterbrechen, da er vom Militär eingezogen wurde. Er diente während des Krieges als Pilot bei der britischen Luftwaffe.
Nach Kriegsende 1945 nahm er seine Tätigkeit als Schauspieler wieder auf und erreichte in den 1940er und 1950er Jahren eine größere Popularität mit Darstellungen von sympathischen und linkischen Vaterfiguren aus der Oberschicht. Sein internationaler Durchbruch folgte erst in den 1960er Jahren mit seiner Darstellung des Lord Fellamar in Tony Richardsons oscarprämierter Komödie Tom Jones – Zwischen Bett und Galgen. 1964 stand er unter der Regie von Robert Stevenson für den Disneyfilm Mary Poppins vor der Kamera. Die Darstellung von George Banks, dem mürrischen Bankangestellten und Vater von Jane (gespielt von Karen Dotrice) und Michael Banks (gespielt von Matthew Garber), macht den Schauspieler auch heute noch weltweit bei Kindern und Erwachsenen bekannt.
Tomlinson arbeitete in den folgenden Jahren noch einige Male für Disneyproduktionen unter der Regie von Robert Stevenson. So spielte er eine Nebenrolle in Ein toller Käfer und verkörperte an der Seite von Angela Lansbury Caroline Price in Die tollkühne Hexe in ihrem fliegenden Bett Professor Emelius Browne, der Menschen mit seinen gefälschten Zauberkursen hereinlegt. Später muss er jedoch feststellen, dass es Caroline Price doch gelingt, mit seinen falschen Sprüchen zu zaubern.
Seinen letzten Auftritt hatte David Tomlinson 1980 in Das boshafte Spiel des Dr. Fu Man Chu. Danach zog er sich ins Privatleben zurück.
1990 veröffentlichte der Schauspieler seine Memoiren unter dem Titel Luckier Than Most. An Autobiography. Er starb am 24. Juni 2000 im Alter von 83 Jahren.

## Privatleben
David Tomlinson heiratete 1953 seine Schauspielkollegin Audrey Freeman. Das Paar hatte vier gemeinsame Söhne, David Jr., William, Henry und James.

## Auszeichnungen
- 1965 – Grammy in der Kategorie Beste Aufnahme für Kinder (Mary Poppins)
- 2002 – postum Ernennung zur „Disney-Legende“ („Disney-Legend“)

## Filmografie (Auswahl)
- 1941: Eine ruhige Hochzeit (Quiet Wedding)
- 1941: Pimpernel Smith
- 1945: The Way to the Stars
- 1947: Die Weber von Bankdam (Master of Bankdam)
- 1948: Toto-Glück (Easy Money)
- 1948: Notlandung (Broken Journey)
- 1948: Der Mann ohne Gewissen (My Brother's Keeper)
- 1948: Schlafwagen nach Triest (Sleeping Car to Trieste)
- 1949: Keine Wahl ohne Qual (The Chiltern Hundreds)
- 1950: Paris um Mitternacht (So Long at the Fair)
- 1951: Hotel Sahara
- 1951: Der wunderbare Flimmerkasten (The Magic Box)
- 1952: Muß das sein, Fräulein? (Made in Heaven)
- 1955: ... aber lieb sind sie doch (All for Mary)
- 1956: Drei Mann in einem Boot (Three Men in a Boat)
- 1958: Noch mehr Ärger in der Army (Further Up the Creek)
- 1963: Tom Jones – Zwischen Bett und Galgen (Tom Jones)
- 1964: Mary Poppins
- 1965: L – Der Lautlose (The Liquidator)
- 1965: Stadt im Meer (City Under the Sea)
- 1968: Ein toller Käfer (The Love Bug)
- 1971: Die tollkühne Hexe in ihrem fliegenden Bett (Bedknobs and Broomsticks)
- 1975: Schöne Küsse aus Fernost (Bons baisers de Hong Kong)
- 1978: Der kleine Schornsteinfeger auf dem Meeresgrund (The Water Babies)
- 1980: Das boshafte Spiel des Dr. Fu Man Chu (The Fiendish Plot of Dr. Fu Manchu)

## Autobiografie
- Luckier Than Most. An Autobiography. 207. S., Hodder & Stoughton, London, Sydney, Auckland und Toronto 1990, ISBN 0-340-53484-2.